# Minotetrastichus frontalis
Minotetrastichus frontalis är en stekelart som först beskrevs av Christian Gottfried Daniel Nees von Esenbeck 1834.  I den svenska databasen Dyntaxa används istället namnet Minotetrastichus ecus. Minotetrastichus frontalis ingår i släktet Minotetrastichus och familjen finglanssteklar. Arten är reproducerande i Sverige. Inga underarter finns listade i Catalogue of Life.